# راجا داماد می‌شود
راجا داماد می‌شود (به هندی: Dulhe Raja) یا شاه داماد فیلمی محصول سال ۱۹۹۸ و به کارگردانی هارمش مالهوترا است. در این فیلم بازیگرانی همچون گوویندا، راوینا تاندون، قادرخان، پریم چوپرا، جانی لور، آسرانی ایفای نقش کرده‌اند.